# ネコの遊びと玩具

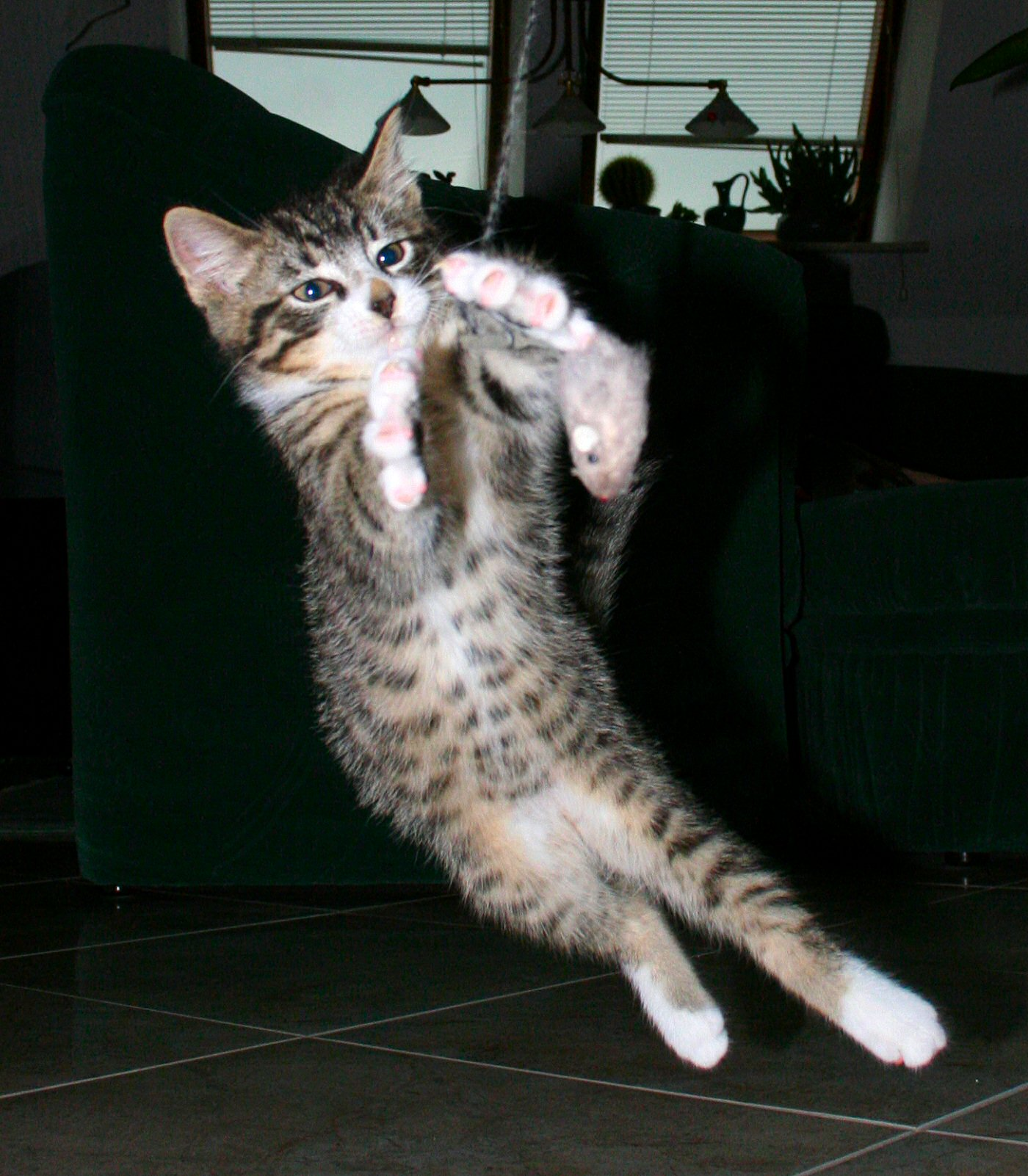
ネコの遊び

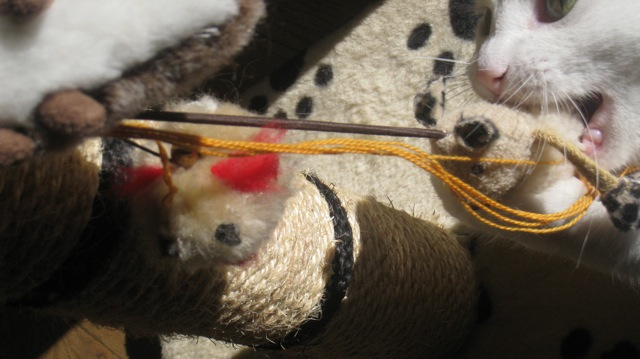
玩具を噛むネコ

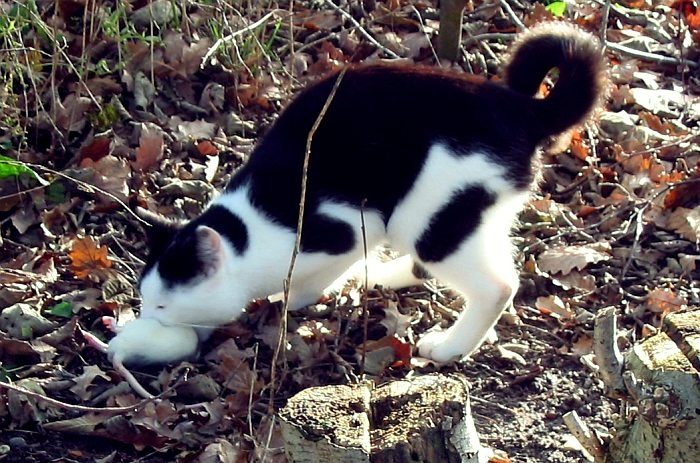
捕食

ネコの遊びと玩具（ネコのあそびとがんぐ）は攻撃的遊びの狩猟を含んだものである。ネコが遊ぶときの行動は狩りをする時の習性によく似た動きをする。これらの遊びによって、子ネコや若いネコを成長させ、認識能力や運動能力を得たり、他のネコとの社交性を身に付けることが出来る。ネコの遊びの習性は、一匹で行うもの（玩具、他のもの）か群れで行うもの（動物や人）のどちらかである。彼らの遊びには多くの玩具がある。それは糸や獲物（ネズミ）に似ているネコじゃらし、プラスチックの袋にまで及ぶ。

## 遊びの性質

### 捕食
ネコは肉食動物であるため、ネコの遊びのほとんどは狩りごっこである。
獲物は捕食者を恐れる。捕食者は捕食から逃れようと試みる獲物にしばしば出会う。ネコのほうへ自信をもって向かってくる獲物は攻撃的な防御姿勢を見せつける。ネコはよく玩具と遊び、挑戦的な獲物に似た玩具より捕食を恐れ逃げようとする玩具を好む。

### 狩りの成功率
狩りの成功率は遊ぶ上で重要なことである。ネコは獲物が常に捕まえられると退屈になり、獲物を捕まえられないと狩りへの興味をなくしてしまう。 理想の狩りの成功率は、およそ3回に1回から6回に1回だ。これくらいの率で獲物を捕まえることで、通常ネコの遊びに対する関心は一番高くなる。

### 注意
遊びは狩りごっこであるから、一時的に非常に興奮したネコにより軽い怪我を負うことがある。ほとんどのネコの場合、玩具を指や目から少なくとも20センチメートルは離しておくことが賢明であり、ネコに食べられない玩具を食べさせようとしないほうがよい。人のむき出しの手とじゃれている場合、ネコは普段は爪でひっかいたり強く噛んだりしないよう我慢するが、極度に興奮すると、遊び相手の人間に軽い引っかき傷を与えたり、小さな噛み傷をつけてしまうかもしれない。ネコの爪と口には感染症を引き起こす微生物が含まれている場合があるため、傷が感染を起こした兆候があるのなら、傷を洗浄・消毒した上で、医療機関で受診するのが賢明である。

### エサ
獲物を捕まえることと食べること、この2つは密接な関係を有しているものの、別々の行動である。イエネコは手に入れた食べ物を後で食べるために保存しておく。狩猟ゲームの中に食事を含んでおくと、捕食が終わると遊びの興味を無くす傾向がある。ご褒美を隠しておくことで、嗅覚などネコの感覚が刺激されるようになり、また捜索する技術を使う遊びになる。遊びとつながっているご褒美という考えにより、ネコはご褒美がうれしい行動を意味するという連想ができるようになる。